# Willibald Gaebel
Fritz Willy Gaebel, auch Willi Gaebel, (* 8. Februar 1879 in Graudenz, Westpreußen; † 12. Dezember 1945 in Berlin) war ein deutscher Kameramann.

## Leben
Kurz vor der Jahrhundertwende begann Gaebel als Fotograf zu arbeiten. 1908 stieß er zum Film und war zunächst für die Produktionsfirma Oskar Messters tätig. Zu seinen frühen Arbeiten vor dem Ersten Weltkrieg gehören mehrere Filme mit Henny Porten. 1915 wurde Gaebel zum Kriegsdienst eingezogen. Er diente bis kurz vor Kriegsende 1918 der deutschen Luftwaffe als Fotograf. Unmittelbar darauf kehrte er zum Kinofilm zurück und arbeitete erneut mit Henny Porten zusammen. Später fotografierte Gaebel Inszenierungen von Lupu Pick, Felix Basch, Paul Ludwig Stein, Carl Froelich, Fritz Wendhausen, Erich Schönfelder und Robert Wiene.
Der Übergang zum Tonfilm gelang Gaebel nicht, von 1932 bis 1938 blieb der ehemalige Kameramann weitgehend ohne Verdienst. Im Dritten Reich gehörte Gaebel der SA an; dies sicherte ihm den Posten eines Blockwarts. 1937 erlitt Gaebel einen Schlaganfall, konnte sich danach aber einen geringen Lebensunterhalt als Standfotograf verdienen.

## Filmografie
- 1911: Das Glöckchen des Glücks
- 1911: Der Müller und sein Kind
- 1911: Im Glück vergessen
- 1912: Ein Leben
- 1918: Die Diamanten des Zaren
- 1919: Irrungen
- 1919: Ihr Sport
- 1919: Die Schuld
- 1919: Die lebende Tote
- 1919: Rose Bernd
- 1919: Monica Vogelsang
- 1919: Die Fahrt ins Blaue
- 1919: Hundemamachen
- 1920: Die goldene Krone
- 1920: Die Tarantel
- 1920: Putschliesel
- 1920: Die Dame in Schwarz
- 1920: Die drei Tänze der Mary Wilford
- 1921: Der Stier von Olivera
- 1921: Ein Erpressertrick
- 1921: Die Perle des Orients
- 1921: Der Schicksalstag
- 1922: Vanina
- 1922: Es leuchtet meine Liebe
- 1922: Der böse Geist Lumpaci Vagabundus
- 1922: Zum Paradies der Damen
- 1922: Der Liebe Pilgerfahrt
- 1923: Der Wetterwart
- 1923: Das Geheimnis von Brinkenhof
- 1924: Kaddisch
- 1924: Colibri
- 1924: Mutter und Kind
- 1924: Der Sturz ins Glück
- 1924: Niniche
- 1925: Der Maler und sein Modell
- 1925: Der Herr Generaldirektor
- 1925: Falsche Scham – Vier Episoden aus dem Leben eines Arztes
- 1926: Fedora
- 1926: Der Herr des Todes
- 1926: Wenn das Herz der Jugend spricht
- 1927: Gewitter über Gottland (Kurzfilm)
- 1928: Schneewittchen